# オマール・ポラス
オマール・ポラス（Omar Porras、1963年 - ）はスイスの俳優、演出家。テアトロ・マランドロ主宰。ボゴタ（コロンビア）生まれ。
代表作に『ユビュ王』（アルフレッド・ジャリ）、『血の婚礼』（ガルシア・ロルカ）、『ミスター・プンティラと召使いマッティ』（ベルトルト・ブレヒト）、『ドン・ファン』（ティルソ・デ・モリーナ）など。